# Holunder-Schwertlilie
Die Holunder-Schwertlilie (Iris sambucina) ist eine Pflanzenart aus der Gattung der Schwertlilien (Iris).

## Merkmale
Die Holunder-Schwertlilie ist eine ausdauernde, krautige Pflanze, die Wuchshöhen von 40 bis 60 Zentimeter erreicht. Die Grundachse ist kurz kriechend, dick und ziemlich stark verzweigt. Die Stängel sind verzweigt, manchmal schon ab dem Grund. Die Laubblätter sind graugrün und kürzer als der Stängel. Die Hochblätter sind ziemlich stark aufgeblasen und oberwärts trocken. Die Blüten duften stark nach Holunder, worauf sich auch deutscher und wissenschaftlicher Name beziehen. Die äußeren Perigonabschnitte sind schmutzig-graublau oder trüb-gelbviolett und am Grund gelblich. An der Spitze sind sie ziemlich ausgerandet und sie verschmälern sich plötzlich in den Nagel. Die Staubbeutel sind kürzer als die Staubfäden. Die Narbe ist schmutzig-gelb. Die Zipfel der Oberlippe der Griffeläste sind eiförmig und stoßen zusammen.
Die Blütezeit liegt im Mai und Juni.
Die Chromosomenzahl beträgt 2n = 24.

## Vorkommen
In Mitteleuropa war die Art nicht heimisch, hat sich aber stellenweise eingebürgert. Ihre Herkunft ist unklar, möglicherweise stellt sie eine Hybride aus Iris germanica und Iris variegata dar. Sie wächst an steinigen Abhängen, an Felsen, auf Bergwiesen, auf Mauern und auf alten Burgen. In Südtirol kommt sie bis in Höhen von 950 Meter vor.

## Belege
1. 1 2 3  Gustav Hegi: Holunder-Schwertlilie. In: Illustrierte Flora von Mitteleuropa. 2. Teil. J. F. Lehmanns Verlag, München 1926, S. 290.
2. ↑   Erich Oberdorfer: Pflanzensoziologische Exkursionsflora für Deutschland und angrenzende Gebiete. Unter Mitarbeit von Angelika Schwabe und Theo Müller. 8., stark überarbeitete und ergänzte Auflage. Eugen Ulmer, Stuttgart (Hohenheim) 2001, ISBN 3-8001-3131-5, S. 141.